# Bostwick
Bostwick é uma cidade  localizada no estado americano de Geórgia, no Condado de Morgan.

## Demografia
Segundo o censo americano de 2000, a sua população era de 322 habitantes.
Em 2006, foi estimada uma população de 352, um aumento de 30 (9.3%).

## Geografia
De acordo com o United States Census Bureau tem uma área de 
8,0 km², dos quais 8,0 km² cobertos por terra e 0,0 km² cobertos por água.

## Localidades na vizinhança
O diagrama seguinte representa as localidades num raio de 20 km ao redor de Bostwick. 